# Maroggia

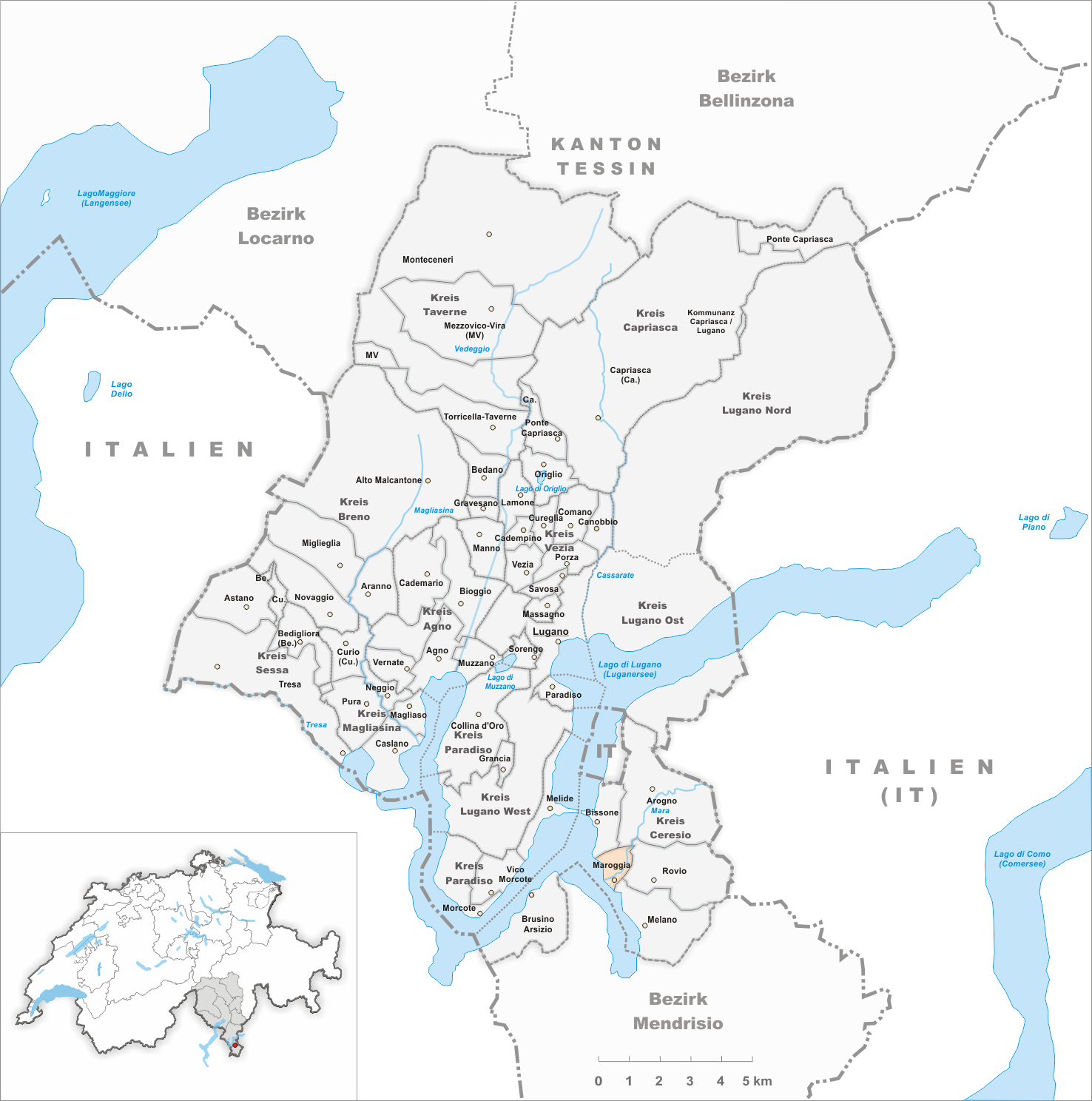
Gemeindestand vor der Fusion am 10. April 2022

Maroggia ist eine Ortschaft in der Gemeinde Val Mara im Schweizer Kanton Tessin. 
Bis 2022 bildete Maroggia eine eigenständige Gemeinde.

## Geographie

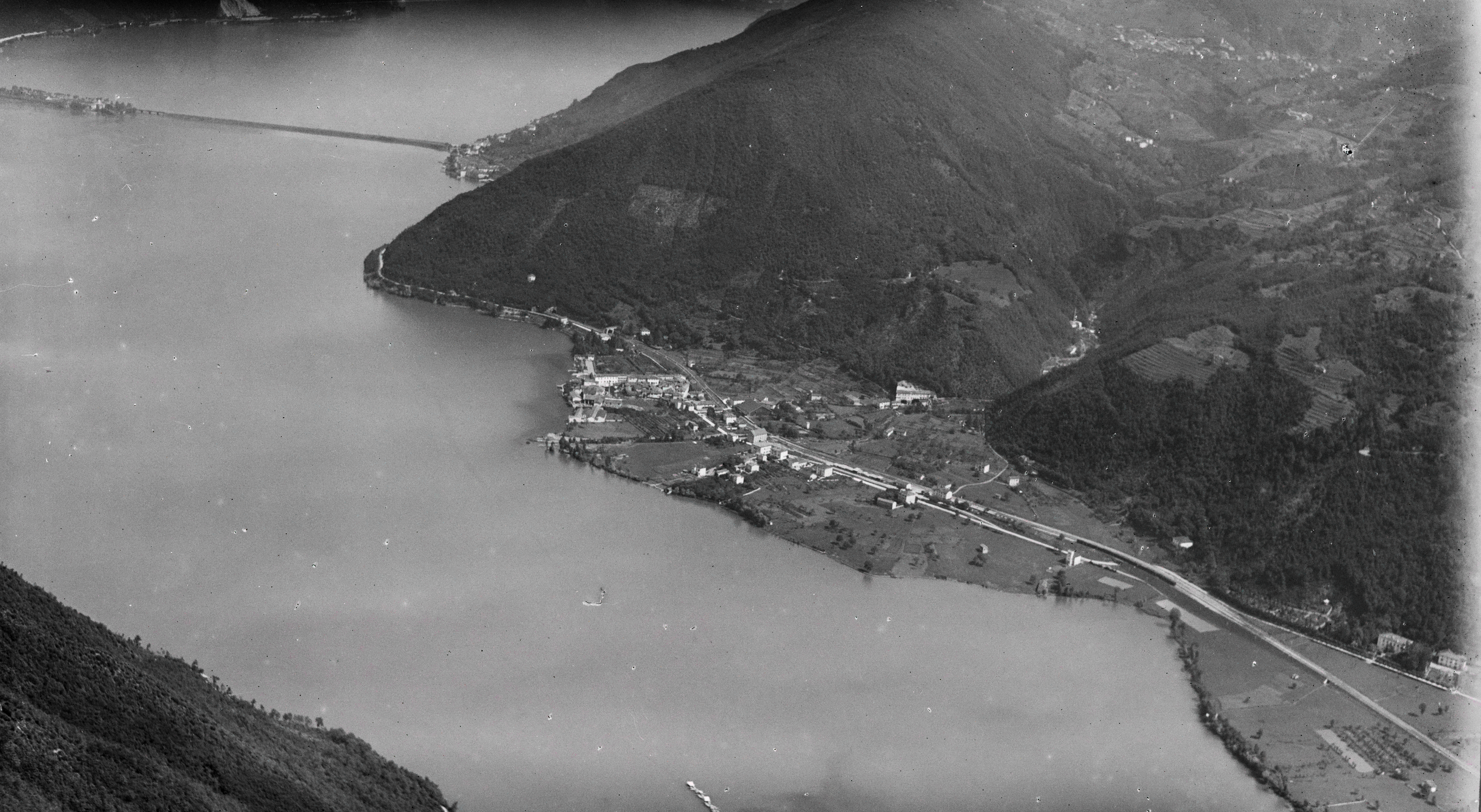
Maroggia: Luftbild von Walter Mittelholzer (1919)

Das Dorf liegt am Ostufer des Luganersees am Fuss des Monte Generoso und 2 km nördlich der Station Melano der Linie Bellinzona-Chiasso der Schweizerischen Bundesbahnen.

## Geschichte
Das Dorf ist seit der Eisenzeit besiedelt; 1906 wurde eine nordetruske Inschrift und 1926 eine römische Stele entdeckt. Der langobardische König Liutprand schenkte das Dorf um 724 der Kirche San Carpoforo in Como, später ging es an die Benediktinerabtei Sant’Ambrogio in Mailand über. 1798 schloss sich Maroggia der kurzlebigen Republik Riva San Vitale an.
Am 10. April 2022 fusionierte Maroggia mit den Gemeinden Melano und Rovio zur neuen Gemeinde Val Mara.

## Bevölkerung
Einwohnerzahlen: Volkszählungsdaten

## Sehenswürdigkeiten
- Die Pfarrkirche San Pietro, erstmals 1579 erwähnt, renoviert 1640 und geweiht 1643[4]
- Beinhaus[4]
- Oratorium Madonna della Cintura (1731–1766) und restauriert vom Architekten Tita Carloni (1975–1976)[4]
- ehemaliges Kollegium Don Bosco mit Fresken[4]
- drei Ferienhäuser gebaut vom Architekten Rino Tami (1953, 1954, 1963)[4]
- Mühle Maroggia (1897) (in Brand 2020)[4][5]

## Sport
- Associazione Sportiva Maroggia[6]

## Camping
In Maroggia gibt es einen kleinen TCS-Camping-Platz namens Paradiso.

## Bilder

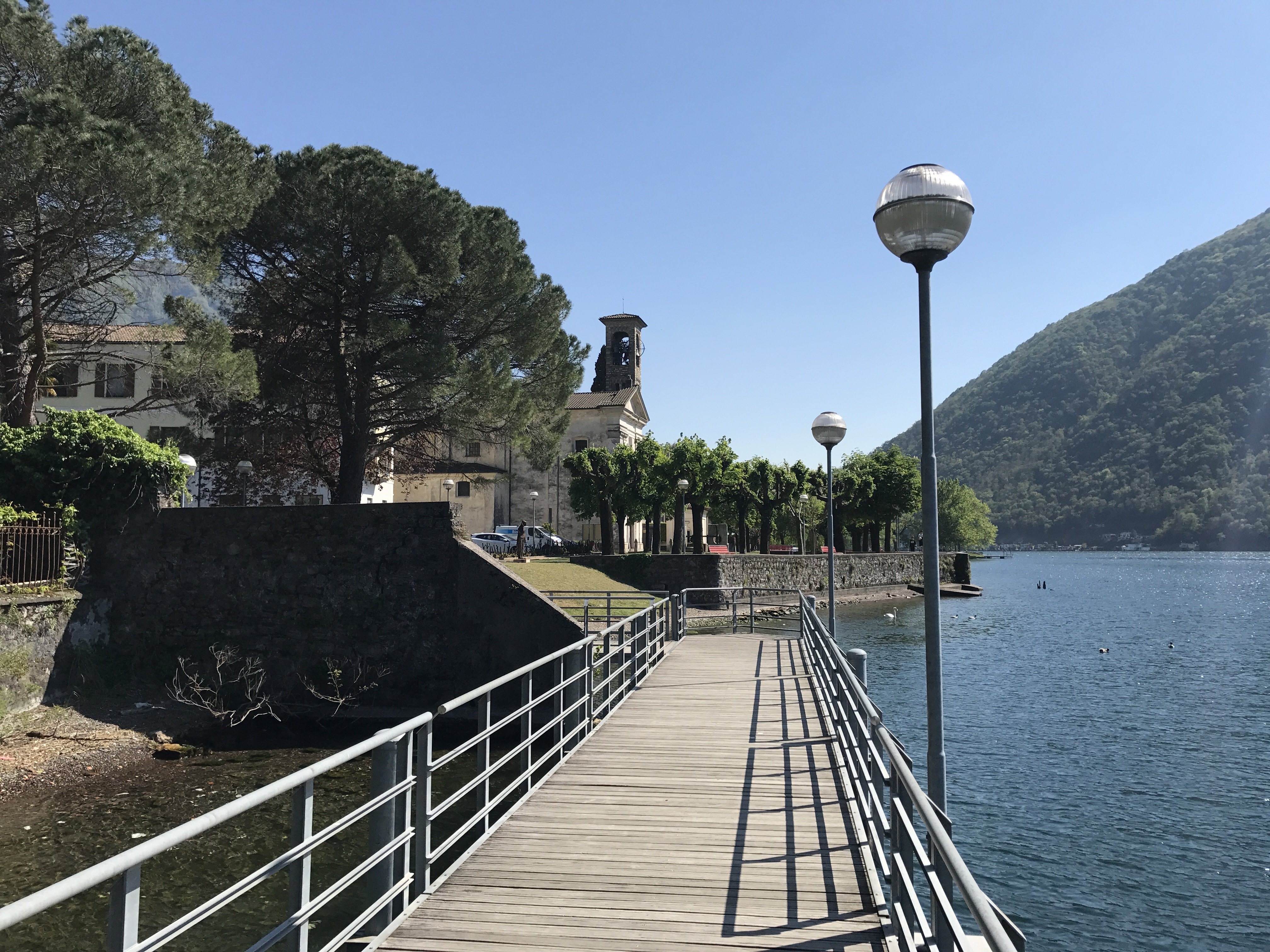
Am Ufer bei der Pfarrkirche San Pietro
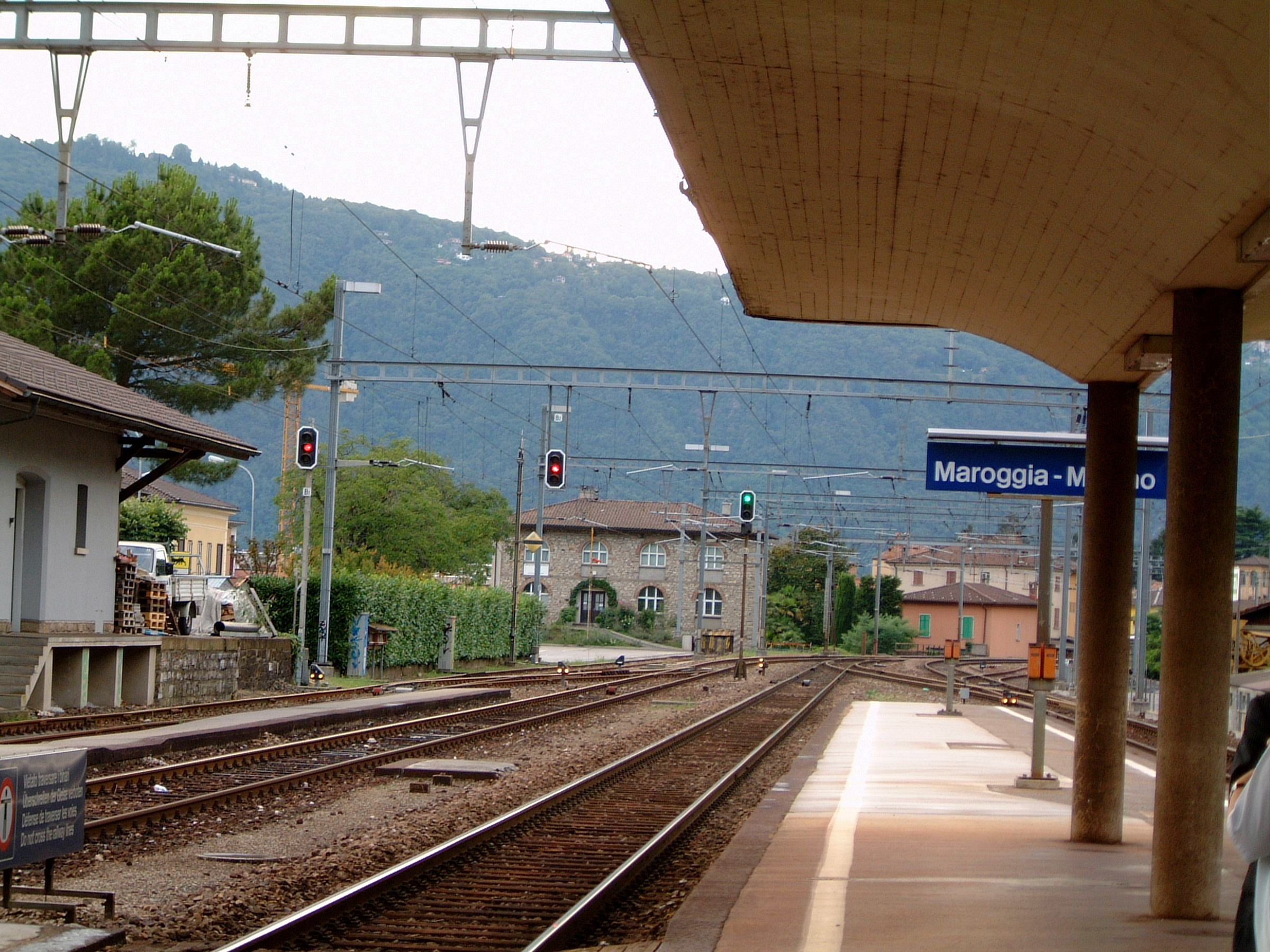
Bahnhof Maroggia
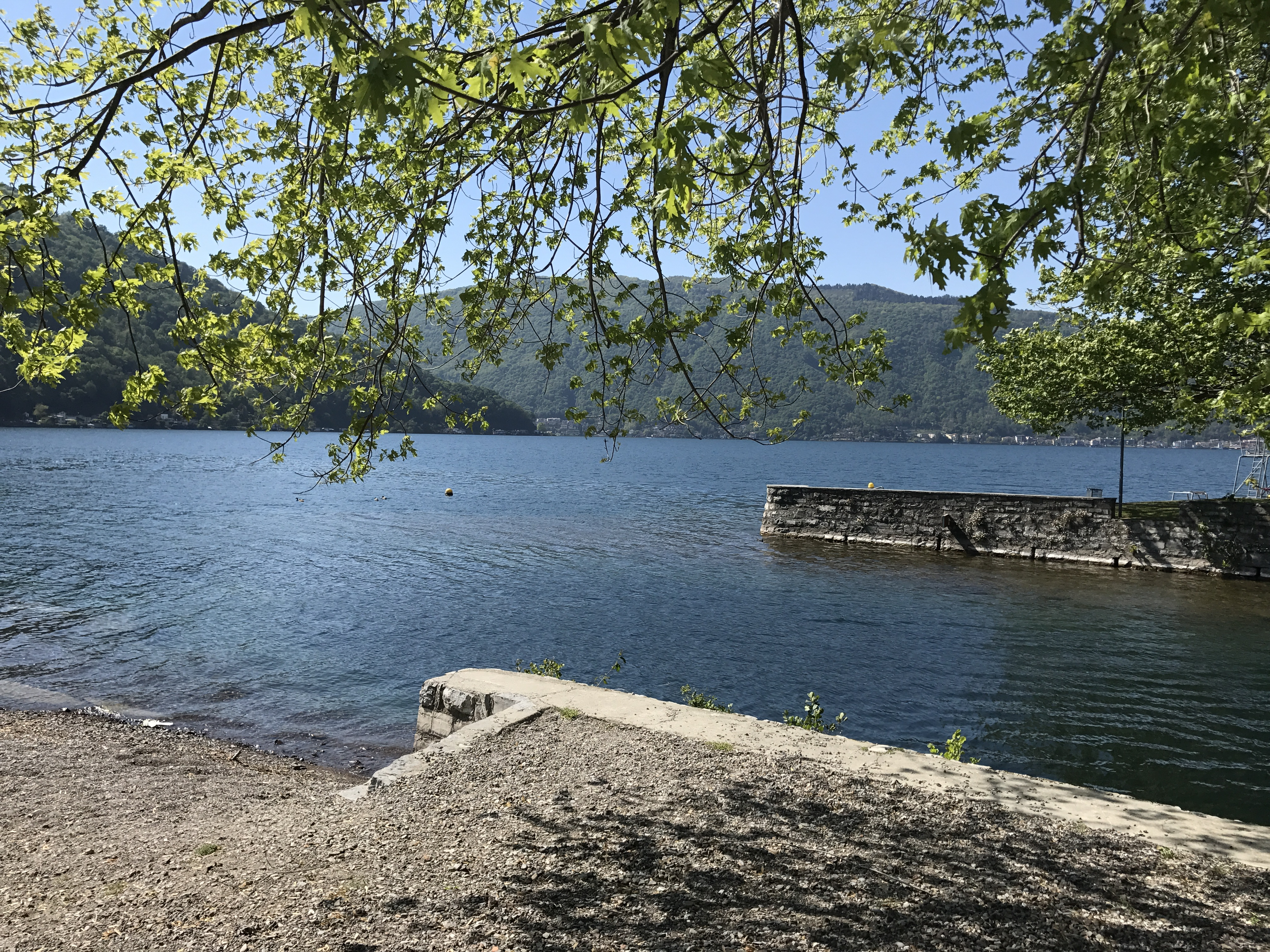
Einmündung des Giessbachs Mara
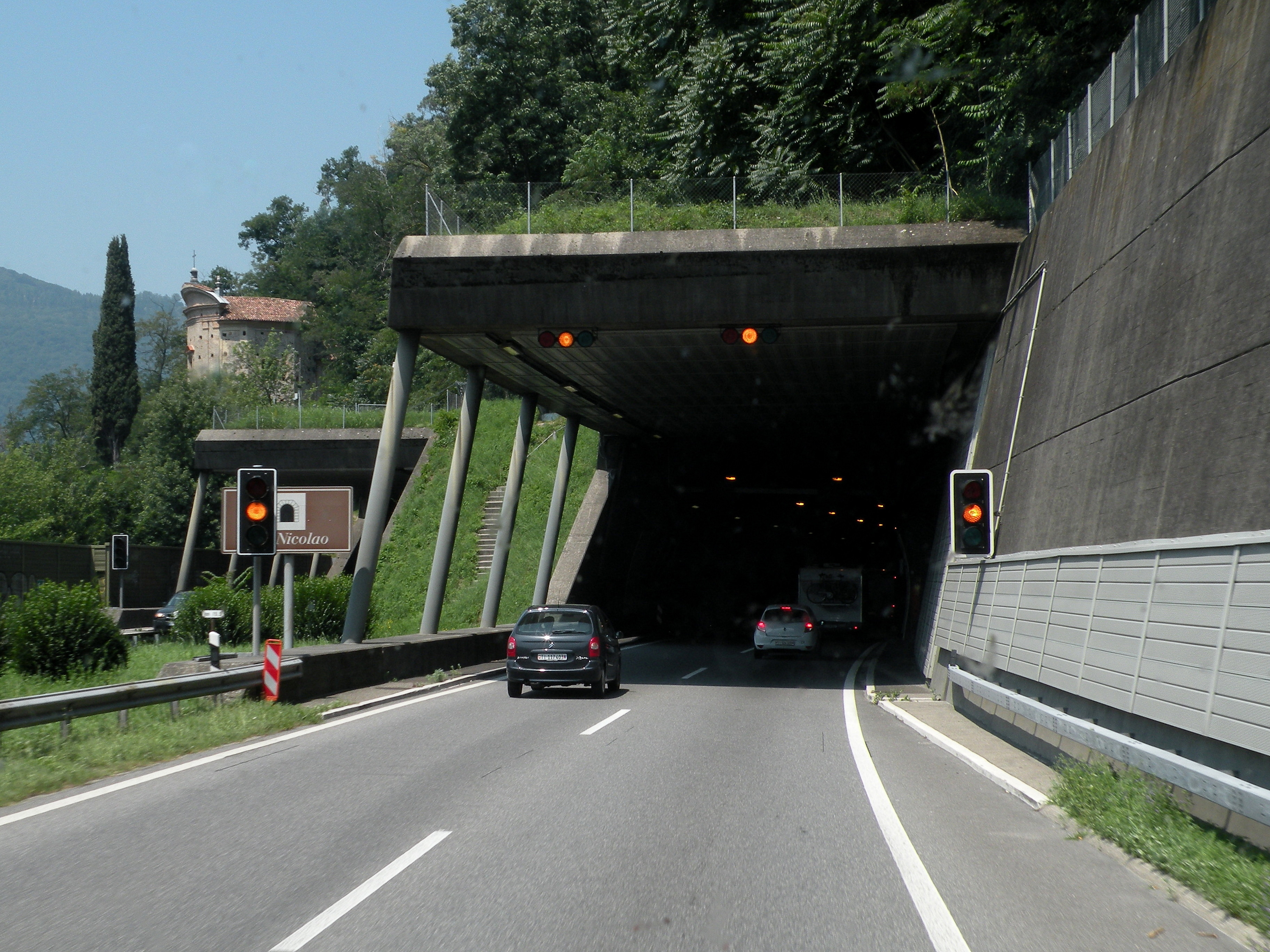
San Nicolao-Tunnel (Architekt Rino Tami)
Maroggia, moderne Ferienhäuser. Historisches Luftbild von Werner Friedli (1964)
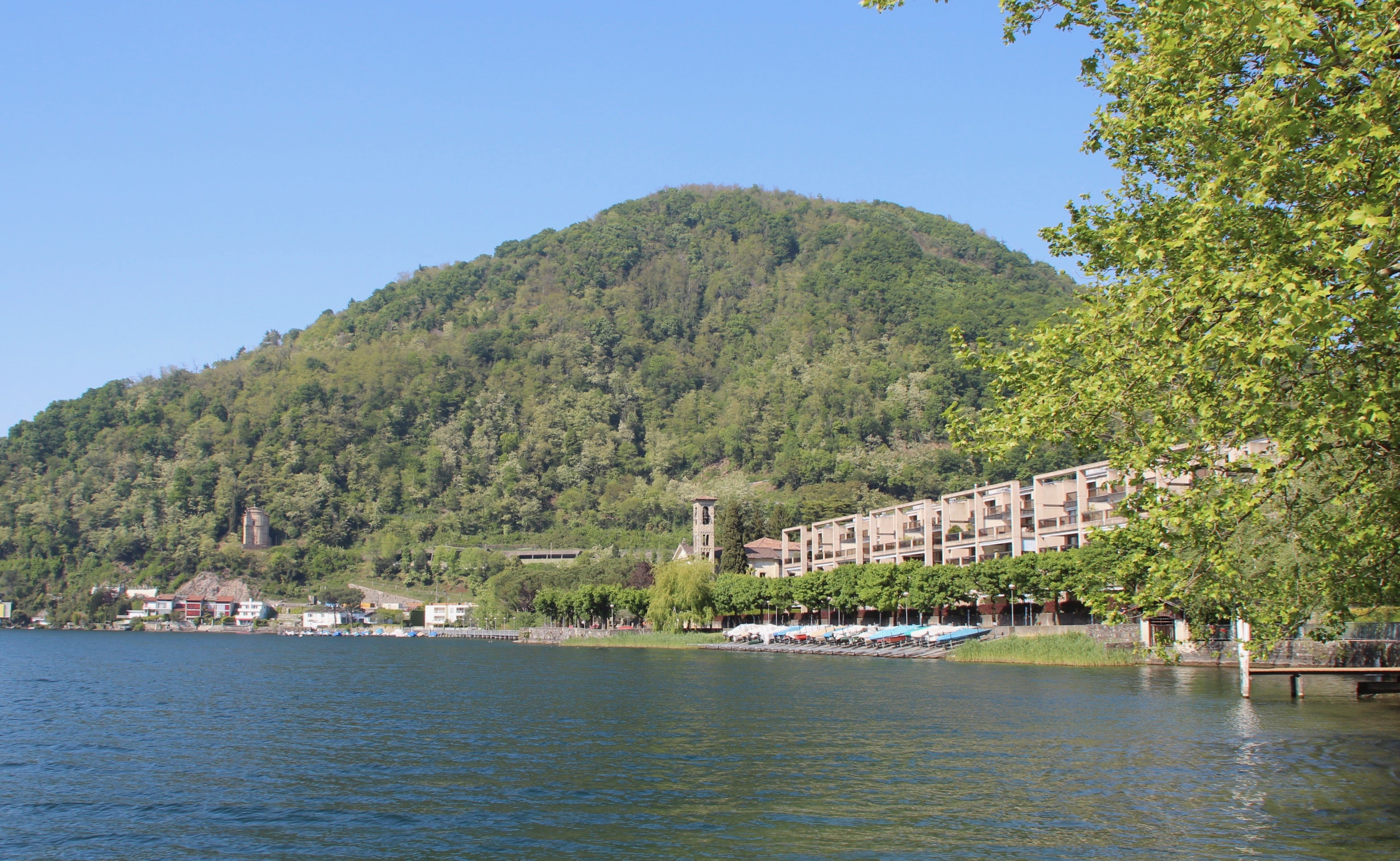
Moderne Ferienhäuser (2017)